# Motorola

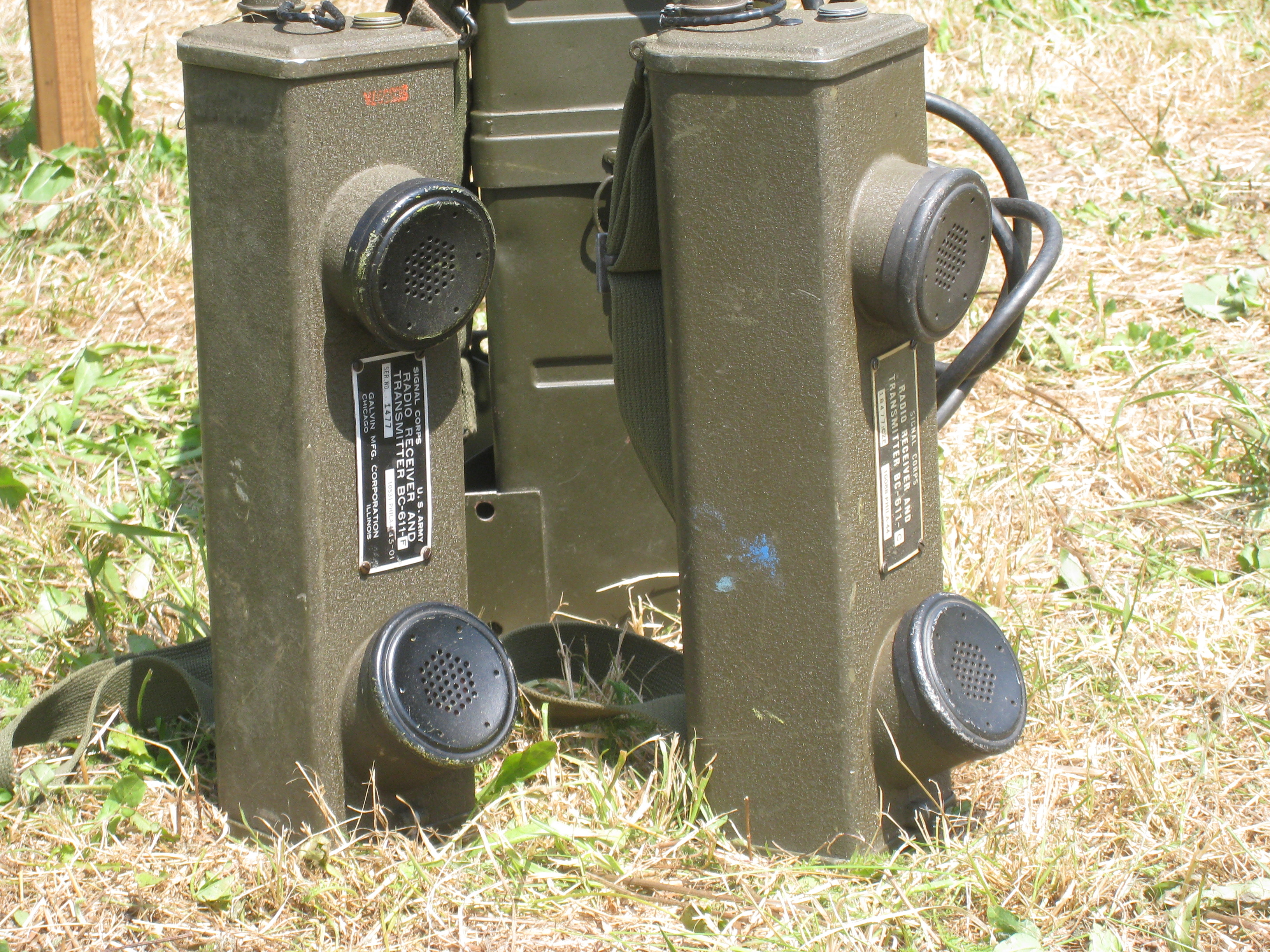
Galvin "Handie-Talkie"

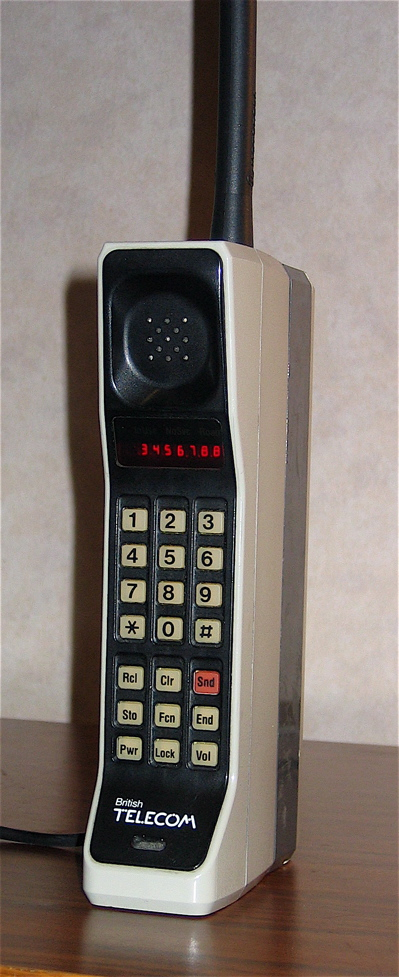
DynaTAC

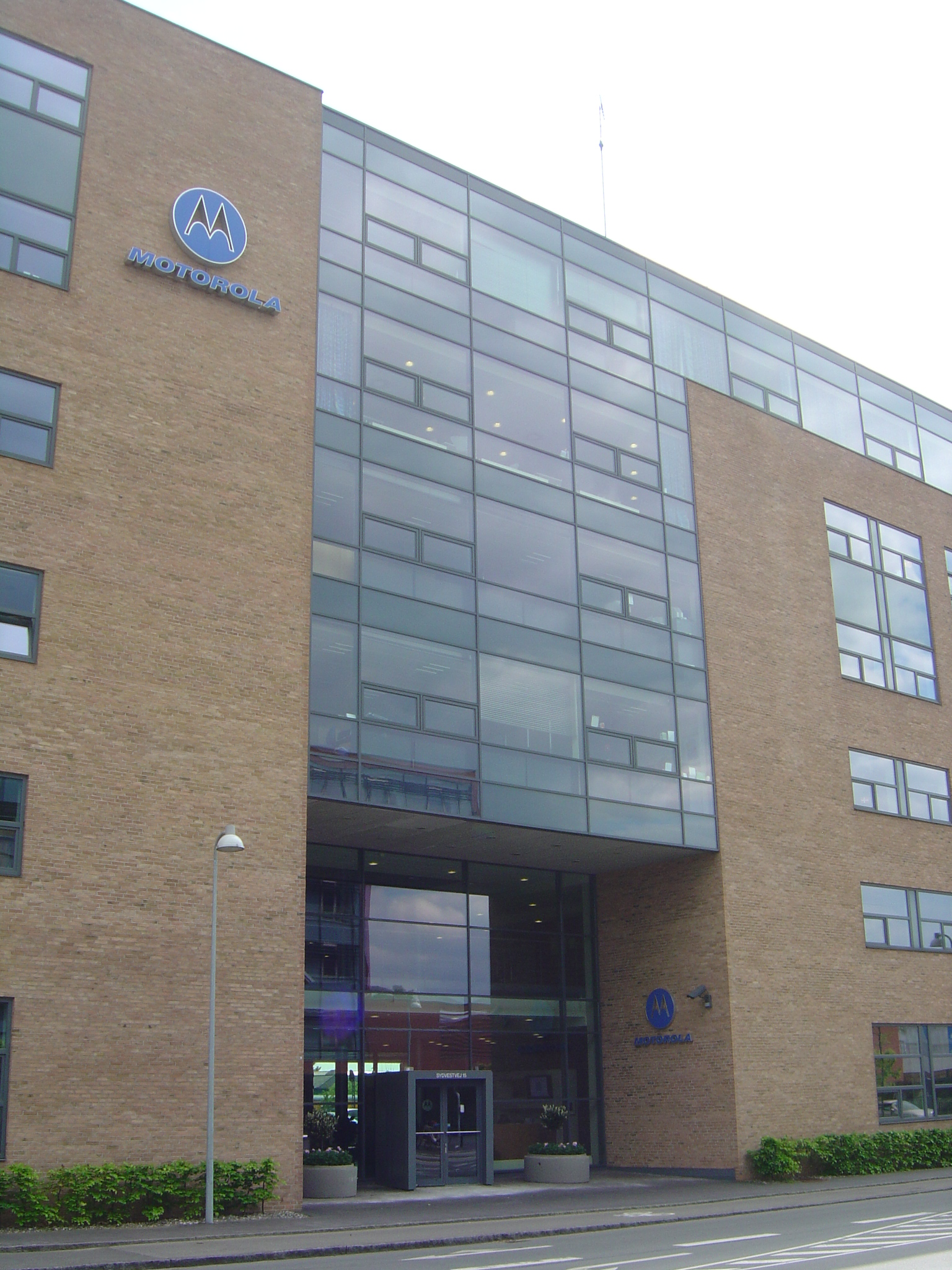
Motorola Danmark, Glostrup.

Motorola Inc. is een Amerikaanse multinationale onderneming op het gebied van communicatietechnologie. Begin 2011 werd het bedrijf gesplitst in Motorola Mobility en Motorola Solutions.

## Geschiedenis
Motorola startte in 1928 onder de naam Galvin Manufacturing Corporation. De twee oprichters waren de broers Paul en Joseph Galvin. In 1930 werd de eerste radio op de markt gebracht. Paul Galvin (1895-1959) kwam toen op de naam Motorola toen zijn bedrijf begon met autoradio's. Het eerste deel van de merknaam was afgeleid van "motor"car. Een aantal van de vroege bedrijven die fonografen, radio's en andere audiospullen produceerden, hadden de gewoonte om het suffix "-ola" te gebruiken. Het beroemdste voorbeeld daarvan was de Victrola.
In 1936 werd de eerste politieradio op de markt gebracht. Het was alleen een ontvanger en de radio had slechts een frequentie die was afgestemd op de zender van de lokale politie. In 1937 volgde de eerste radio en platenspeler voor de huiskamer. In 1939 volgde een verbeterde versie van de radio voor de politie, deze maakte communicatie in beide richtingen mogelijk. In 1940 werd de draagbare "Handie-Talkie" (SCR-536 AM) geïntroduceerd, die veelvuldig werd gebruikt door het Amerikaanse leger in de Tweede Wereldoorlog. In 1943 volgde een verbeterde versie met frequentiemodulatie (FM) voor het leger, het woog bijna 16 kilogram en had een bereik tot maximaal 32 kilometer.
In 1947 werd de bedrijfsnaam veranderd naar Motorola, maar het handelsmerk Motorola is reeds sinds 1930 in gebruik. In datzelfde jaar werd ook de eerste televisie geïntroduceerd. In 1954 maakte televisies en radio's zo'n 70% van de totale omzet uit. In 1955 behaalde het een jaaromzet van US$ 205 miljoen en telde het zo'n 11.000 medewerkers. In 1956 werd de pager op de markt gebracht en in 1995 kreeg de pager de mogelijkheid om berichten te verzenden en aan de computer te koppelen zodat langere tekstberichten gemakkelijker leesbaar waren. In 1956 trad Paul Galvin af als bestuursvoorzitter en zijn zoon Bob nam de positie over. Paul bleef als voorzitter bij het bedrijf betrokken tot zijn dood in 1959.
Motorola ontwikkelde de eerste portofoon, elektronica voor defensiedoeleinden en de draagbare telefoon. Motorola is ook actief in de ontwikkeling van halfgeleidertechnologie en de productie van halfgeleiders, waaronder ook chips voor gebruik in computers. In 1974 kwam de eerste halfgeleider, de MC6800, op de markt die toegepast werd in auto's, computers en voor videospellen. De televisie activiteiten werden in mei 1975 verkocht aan het Japanse Matsushita Electric Industrial Company. In 1975 was het aantal medewerkers gegroeid naar 51.000 en de omzet kwam op 1,4 miljard dollar uit. In 1976 verhuisde het hoofdkantoor naar Schaumburg, Illinois, een buitenwijk van Chicago. 

### Mobiele telefoons
In 1984 kwam de eerste mobiele telefoon op de markt, de Motorola DynaTAC, met een gewicht van 794 gram. In 1991 werd de eerste mobieltje verkocht die gebruik maakt van Global System for Mobile Communications (GSM). Met de voortschrijdende techniek werden de mobiele telefoons kleiner en lichter, in 1996 kwam de Motorola StarTAC op de markt met een gewicht van 88 gram. In 2002 werd het eerste 3G netwerk opengesteld voor gebruik, dit was samen met het Japanse mobiele telecombedrijf KDDI ontwikkeld.
In februari 2004 berichtte Motorola dat het zijn halfgeleiderdivisie, Motorola's Semiconductor Products Sector, zou afscheiden in een apart bedrijf, genaamd Freescale Semiconductor.
Motorola was tot 2005 de hoofdleverancier (in samenwerking met IBM) voor de microprocessors gebruikt in de Apple Apple Macintosh en PowerMac-computers. Motorola heeft een breed assortiment aan producten, waaronder satellietsystemen en modems. Het grootste succes van Motorola in Nederland werd geboekt door de Moto G, een budgettelefoon met goede specificaties.
In 2005 behaalde het bedrijf een omzet van US$ 36 miljard, hiervan was bijna 60% afkomstig uit de verkoop van mobiele telefoons. Ongeveer 10% van de omzet werd uitgegeven aan R&D. De nettowinst in dat jaar bereikte een record van US$ 4,6 miljard. Motorola telde zo'n 69.000 medewerkers, een forse daling ten opzichte van 2001 toen er nog ruim 110.000 werknemers waren.
Op 20 september 2006 maakte Motorola de overname van Symbol Technologies bekend. Op 9 januari 2007 werd de overname afgerond. Motorola heeft US$ 3,9 miljard betaald en Symbol Technologies werd ondergebracht bij het bedrijfsonderdeel Networks and Enterprise business.
In 2006 bereikte de omzet een piek van US$ 43 miljard. Motorola was een van de grootste fabrikanten van mobiele telefoons en verkocht bijna 220 miljoen exemplaren en had daarmee een wereldwijd marktaandeel van 21%. Alleen Nokia was nog groter met een marktaandeel van 34%. Door de felle concurrentie waren in 2009 de Motorola verkopen gedaald naar 55 miljoen stuks, het marktaandeel was onder de 5% uitgekomen en het bedrijfsonderdeel had ruim US$ 4 miljard aan verliezen geleden in de drie jaren van 2007 tot en met 2009. In 2009 was de omzet gehalveerd ten opzichte van 2006 en uitgekomen op US$ 22 miljard, waarvan een derde gerelateerd aan mobiele telefoons.

### Splitsing
Na twee jaren met grote verliezen werd op 4 januari 2011 Motorola gesplitst in twee apart genoteerde bedrijven: 
- de mobiele telefoon-toestellen tak ging verder onder de naam Motorola Mobility (NYSE symbool: MMI) en
- de overige activiteiten waaronder portofoons, RFID-systemen, SCADA systemen etc. werden ondergebracht in Motorola Solutions (NYSE symbool: MSI).[6]

Op 15 augustus 2011 is Motorola Mobility, voor $ 12,5 miljard overgenomen door Google Inc. In 2014 verkocht Google de telefoondivisie door aan Lenovo, maar het behield zelf een deel van de patenten.

## Wielerploeg
Motorola was in de jaren negentig ook sponsor van een gelijknamige wielerploeg, die onder meer Lance Armstrong onder contract had. Als communicatiebedrijf experimenteerde Motorola binnen zijn ploeg voor het eerst met zend- en ontvangstapparatuur (de zogenaamde "oortjes") voor communicatie tussen de renners en de ploegleiding. Enkele jaren later zouden nagenoeg alle ploegen van dergelijke elektronica gebruikmaken.